# Lee Sang-gi
Lee Sang-gi (5 giugno 1966) è un ex schermidore sudcoreano, specializzato nella spada. Ha vinto una medaglia di bronzo nella scherma ai Giochi olimpici.